# 天使みたい
『天使みたい』（てんしみたい）は、山下和美の漫画。1998年『ヤングユー』（集英社）掲載。テレビドラマ化された。主題歌はアイドルグループLeadが担当。

## ストーリー
14歳の戸川はるかは、幼い頃双子の妹“かなた”を交通事故で亡くした過去を持つ少女。そこへ科学者の母親が
亡き妹のかなたそっくりなロボットを完成させ誕生日にプレゼントする。最初はロボットであるがゆえに感情をコントロールできず、トラブルメーカーで性格も考え方も自分とまったく正反対である“ロボット妹”の出現に戸惑うはるかだが、様々な出来事を通じて、お互いが信頼を深めていくことにより大きく成長していく。

## 漫画
短編集『ガールフレンズ』1巻に収録。

## テレビドラマ
2003年7月5日から9月20日まで、NHK『ドラマ愛の詩』で放送された。製作局はNHK名古屋放送局。“現代版ピノキオ”とも呼べる作品である。
主演の黒川は初めての二役に挑戦した。主人公のちょっとクールな現実主義者“はるか”と、底抜けに明るくトラブルメーカーのロボット“かなた”という正反対のキャラクターを、髪型・癖・表情だけでなく、声のトーンまで変えて演じきった。
（全12話）
- 第1話「鉄腕ガール、誕生！」
- 第2話「ロボット　学校へ行く」
- 第3話「スマッシュは10万馬力」
- 第4話「クチビルを奪わないで！」
- 第5話「ロボットは幽霊がお好き？」
- 第6話「わたし、家出します！」
- 第7話「大滝君は犯人じゃない！」
- 第8話「ショーほどステキな商売はない」
- 第9話「告白のゆくえ」
- 第10話「恋する鉄腕ガール」
- 第11話「かなたが壊れちゃう!!」
- 第12話「さよならの海」

### 出演
- 戸川はるか・かなた（二役）：黒川芽以
- 戸川美咲：岡田奈々
- 戸川翔一郎：鶴見辰吾
- 大滝航：崎本大海
- 浜中一久：石坂晴樹
- 岩津泰平：チャーリー
- 夏目渚：高橋祐月
- 夏目洋英：石河美幸
- 木村汐里：川原麻衣
- 大滝彰子：中島由紀子
- 大滝航介：伊沢勉
- 戸川辰平：天野鎮雄
- 千歳：島津ひとみ
- 理事長：深山義夫
- 里奈：高木千佳[1]
- 小湊巡査:中野寛之
- はるか(5歳):鈴木優
- かなた(5歳):鈴木舞

### スタッフ
- 脚本：戸田山雅司、岩村匡子、伊川尚孝
- 音楽：大島ミチル（演奏：新日本フィルハーモニー交響楽団、指揮：竹本泰蔵）
- 演出：出水有三、今井洋一、濱田裕之
- 制作統括：銭谷雅義